# هيا عبد الغني
هيا عبدالغني (1 سبتمبر 1994 -) هي ممثلة ومذيعة مصرية أردنية.

## حياتها ونشاتها
مواليد سبتمبر 1994، لها العديد من الأعمال الفنية، والبرامج التلفزيونية. من أبرز أعمالها الفنية: مسلسل رياح السموم ومسلسل الحنين إلى الرمال. هيا مواليد مركز فاقوس، محافظة الشرقية، مصر، لأبوين مصريين، وذلك في الأول من سبتمبر عام 1994م، ثم سافرت برفقة والديها إلى الأردن بعد شهر من ولادتها، حصلت علي الثانوية العامة ، وكانت من الأوائل وقدمت لها السفارة المصرية في الأردن منحة لدراسة الآثار في الأردن، ولكنها فضلت دراسة الإعلام في مصر، وتخرجت في كلية الاعلام- جامعة القاهرة بتقدير ممتاز، عملت هيا في بداية حياتها العملية كمقدمة برامج، ولم تستمر طويلاً في هذا المجال، وانتقلت منه إلى مجال التمثيل، وكان أول أعمالها في هذا المجال مسلسل "درب الشهامة" مع ياسر المصري، ومن بعده مسلسل" الحياة حلوة" للتلفزيون الأردني، وتوالت بعدها أعمالها الفنية، وتُعد الفنانة هيا عبد الغني واحدة من الفنانات اللواتي حصلن على مكانة مرموقة في الوسط الفني، حققت نجاح وشهرة كبيرة في عالم الفن والتمثيل، وتمكنت من تحقيق قاعدة جماهيرية كبيرة خلال فترة زمنية قصيرة، 

## أعمالها الفنية
قدمت هيا العديد من الأعمال الفنية، والبرامج الإذاعية ، والتي نذكر من بينها:
- 2023- أكباد المهاجرة، مسلسل.
- 2022- ذياب هباب الريح، مسلسل.
- 2022- هند، مسلسل.
- 2021- الحنين إلى الرمال، مسلسل.
- 2021- أم الدراهم- مسلسل.
- 2021- لعبة الأنتقام، مسلسل.
- 2021- جلمود الصحاري، مسلسل
- 2020- الخوابي، مسلسل. وجسدت فيه دور "فريدة"
- 2020- رياح السموم، مسلسل. قامت فيه بدور "الريم"
- واحدة من الفنانات التي حققت نجاح وشهرة كبيرة في عالم الفن والتمثيل،
- الحياة حلوة، مسلسل، ولعب فيه دور "حنان"
- درب الشهامة، مسلسل، وجسدت فيه دور ليلى.
- الكهف، مسلسل.
- دنيا الفنون، برنامج تلفزيوني.
- زيارة، برنامج تلفزيوني.
- ستارز دوت كوم، برنامج تلفزيوني.